# Mitternachtssonne
Als Mitternachtssonne wird die Sonne bezeichnet, wenn sie in Gebieten nördlich des nördlichen und südlich des südlichen Polarkreises im jeweiligen Sommer auch zum Zeitpunkt des tiefsten Punkts ihrer täglichen Bahn am Himmel (Mitternacht) noch oberhalb des Horizonts sichtbar ist.

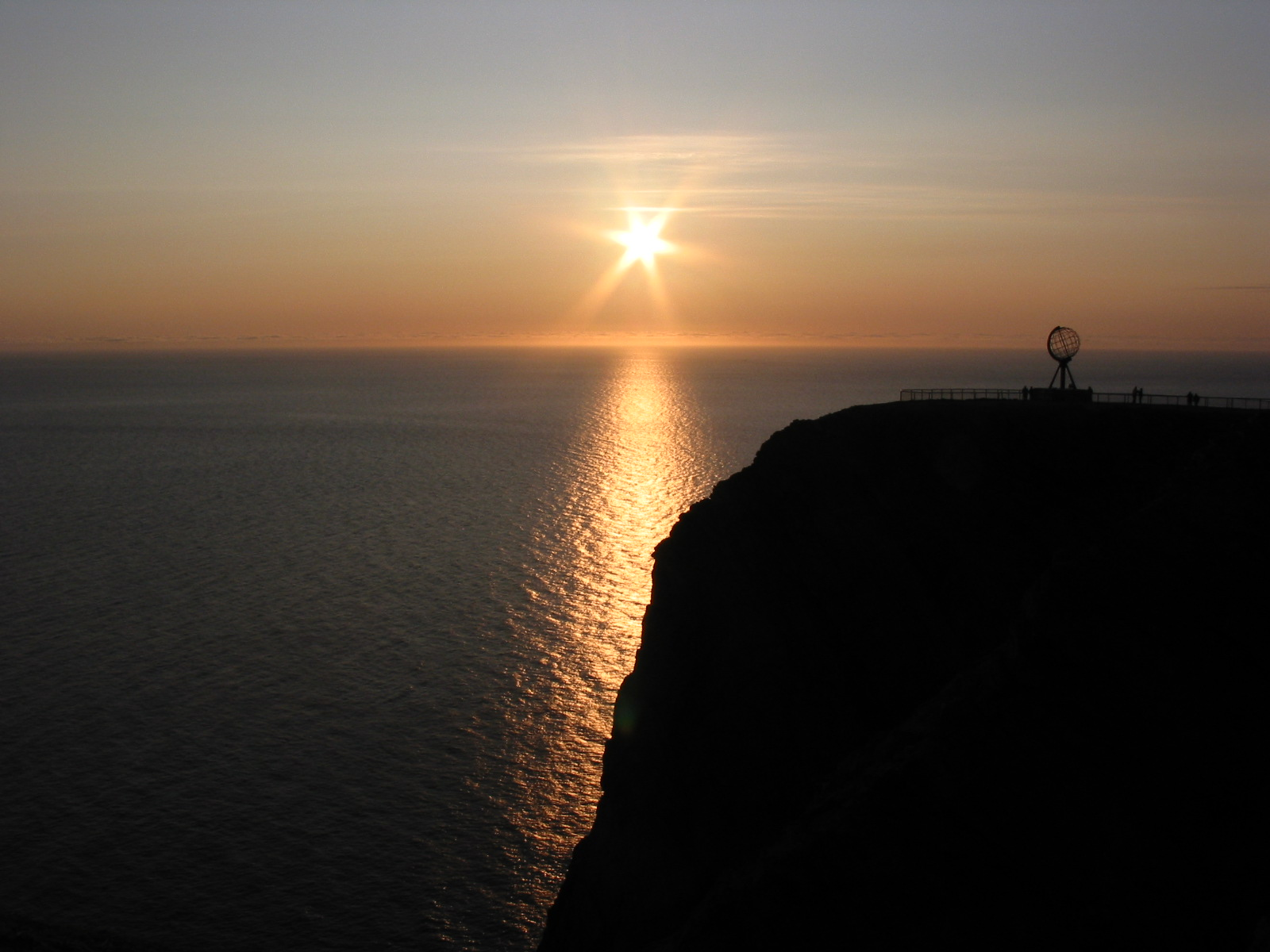
Mitternachtssonne am Nordkap

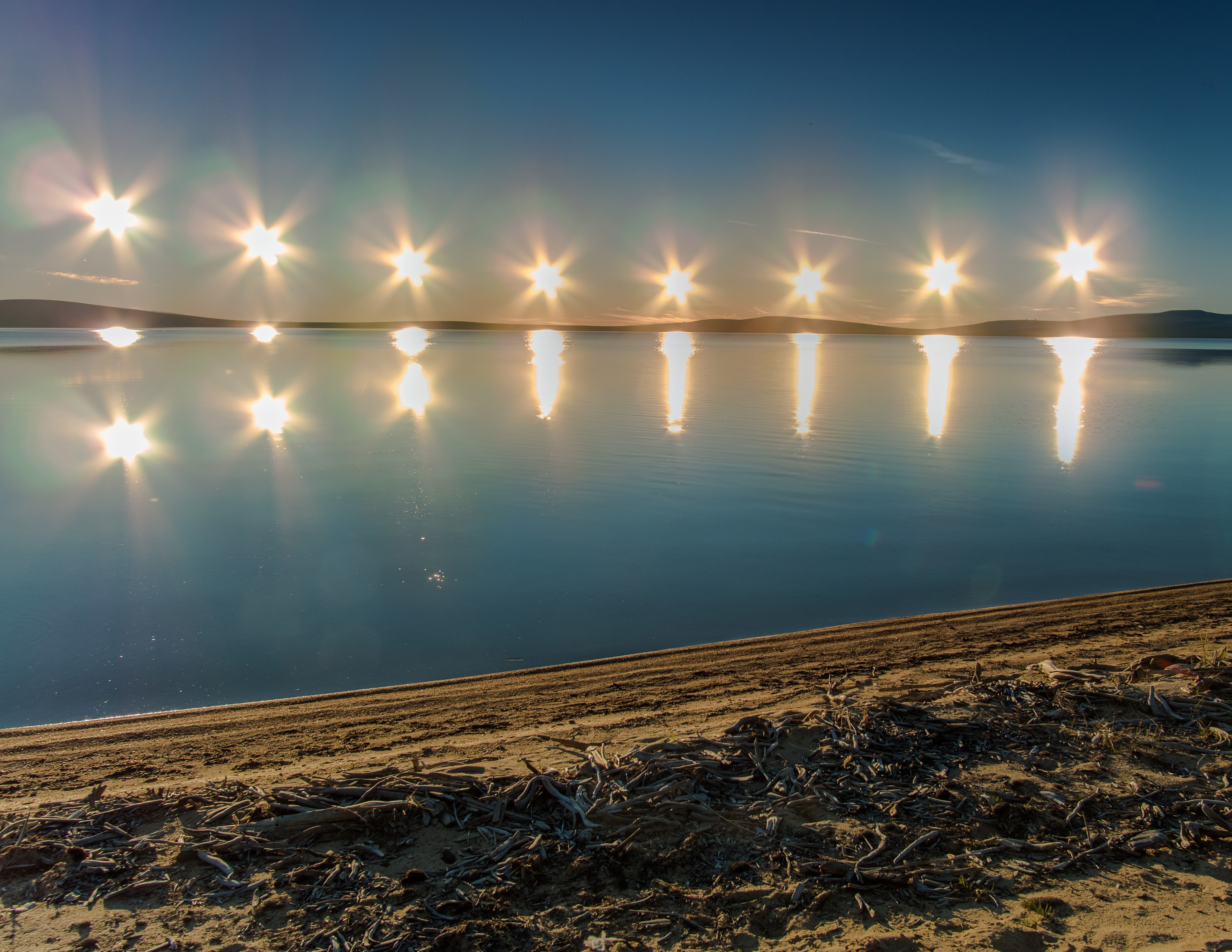
Mehrfachbelichtung der Mitternachtssonne am Oschogino-See in Jakutien, Russland

## Beschreibung
Von einem Standort direkt am Polarkreis aus beobachtet, geht die Sonne einmal pro Jahr – zum Zeitpunkt der jeweiligen Nord- oder Südsommersonnenwende – nicht unter. Nachdem sie im Tageslauf ihren tiefsten Stand über dem Horizont erreicht hat, steigt sie wieder empor. Am 21. Juni steht die Sonne am nördlichen Polarkreis morgens im Osten und steigt auf, bis sie mittags ihren höchsten Punkt im Süden erreicht. Dann steigt sie wieder ab, steht abends im Westen und berührt um Mitternacht den Horizont im Norden.
Je weiter man sich nun während der Zeit um die Sommersonnenwende vom Nordpolarkreis aus dem Nordpol nähert (bzw. vom Südpolarkreis aus dem Südpol), an desto mehr Tagen ist der Vorgang der Mitternachtssonne zu beobachten. Da die Sonne hierbei nicht unter den Horizont sinkt, spricht man vom Polartag. Der Polartag müsste direkt am geographischen Pol ein halbes Jahr dauern. Aufgrund der Lichtbrechung (Refraktion) in der Erdatmosphäre hält der Polartag jedoch etwas länger als ein halbes Jahr an.
| Ort            | Geographische Breite | Oberer Rand der Sonne bleibt über Mitternacht ab dem | Ganze Sonne 24h täglich sichtbar | Oberer Rand der Sonne verschwindet über Mitternacht ab dem | Polar- nacht beginnt mit dem | Polar- nacht- ende |
| -------------- | -------------------- | ---------------------------------------------------- | -------------------------------- | ---------------------------------------------------------- | ---------------------------- | ------------------ |
| Polarkreis     | 66° 34′              | 5. Juni                                              | 12. Juni – 1. Juli               | 6. Juli                                                    | —                            | —                  |
| Bodø           | 67° 17′              | 31. Mai                                              | 4. Juni – 8. Juli                | 12. Juli                                                   | —                            | —                  |
| Svolvær        | 68° 14′              | 25. Mai                                              | 28. Mai – 14. Juli               | 18. Juli                                                   | 7. Dez.                      | 5. Jan.            |
| Harstad        | 68° 48′              | 22. Mai                                              | 25. Mai – 18. Juli               | 21. Juli                                                   | 2. Dez.                      | 10. Jan.           |
| Bardufoss      | 69° 04′              | 20. Mai                                              | 23. Mai – 19. Juli               | 22. Juli                                                   | 30. Nov.                     | 12. Jan.           |
| Andenes        | 69° 19′              | 19. Mai                                              | 22. Mai – 21. Juli               | 23. Juli                                                   | 29. Nov.                     | 13. Jan.           |
| Tromsø         | 69° 39′              | 18. Mai                                              | 20. Mai – 22. Juli               | 25. Juli                                                   | 27. Nov.                     | 15. Jan.           |
| Bossekopp      | 69° 57′              | 16. Mai                                              | 19. Mai – 24. Juli               | 26. Juli                                                   | 25. Nov.                     | 17. Jan.           |
| Vardø          | 70° 22′              | 15. Mai                                              | 17. Mai – 26. Juli               | 28. Juli                                                   | 23. Nov.                     | 19. Jan.           |
| Hammerfest     | 70° 40′              | 13. Mai                                              | 16. Mai – 27. Juli               | 29. Juli                                                   | 22. Nov.                     | 20. Jan.           |
| Berlevåg       | 70° 44′              | 13. Mai                                              | 15. Mai – 28. Juli               | 30. Juli                                                   | 21. Nov.                     | 21. Jan.           |
| Nordkap        | 71° 10′              | 11. Mai                                              | 14. Mai – 29. Juli               | 31. Juli                                                   | 20. Nov.                     | 22. Jan.           |
| Jan Mayen      | 70° 59′              | 12. Mai                                              | 14. Mai – 28. Juli               | 30. Juli                                                   | 20. Nov.                     | 21. Jan.           |
| Bäreninsel     | 74° 30′              | 30. April                                            | 1. Mai – 10. Aug.                | 12. Aug.                                                   | 7. Nov.                      | 4. Feb.            |
| Hopen          | 76° 33′              | 23. April                                            | 25. April – 17. Aug.             | 18. Aug.                                                   | 31. Okt.                     | 10. Feb.           |
| Svea           | 77° 54′              | 19. April                                            | 21. April – 21. Aug.             | 23. Aug.                                                   | 27. Okt.                     | 15. Feb.           |
| Barentsburg    | 78° 04′              | 19. April                                            | 20. April – 21. Aug.             | 23. Aug.                                                   | 26. Okt.                     | 15. Feb.           |
| Longyearbyen   | 78° 13′              | 18. April                                            | 20. April – 22. Aug.             | 24. Aug.                                                   | 26. Okt.                     | 16. Feb.           |
| Pyramiden      | 78° 39′              | 17. April                                            | 19. April – 23. Aug.             | 25. Aug.                                                   | 25. Okt.                     | 17. Feb.           |
| Ny-Ålesund     | 78° 55′              | 16. April                                            | 18. April – 24. Aug.             | 25. Aug.                                                   | 24. Okt.                     | 18. Feb.           |
| Magdalenefjord | 79° 34′              | 14. April                                            | 16. April – 26. Aug.             | 27. Aug.                                                   | 22. Okt.                     | 19. Feb.           |
| Rossøya        | 80° 50′              | 11. April                                            | 12. April – 29. Aug.             | 31. Aug.                                                   | 19. Okt.                     | 23. Feb.           |
| Nordpol        | 90° 00′              | 18. März                                             | 20. März – 23. Sept.             | 24. Sept.                                                  | 25. Sept.                    | 18. März           |

## Himmelsmechanik
Die unterschiedlichen Tages- und Nachtlängen auf allen Breiten unserer Erde finden ihre Ursache in der Achsstellung unserer Erde zur Ekliptik, der Erdumlaufbahnebene. Unsere Erdachse steht zur Ebene ihrer Umlaufbahn nicht senkrecht, sondern weist einen Neigungswinkel von derzeit etwa 23,43 Grad auf. Würde die Erdachse senkrecht zur Erdumlaufbahnebene stehen, dann würde die Sonne ganzjährig an beiden Polen immer genau am Horizont entlang wandern. Tatsächlich passiert dies nur für kurze Zeit zweimal im Jahr: zum astronomischen Herbst- und Frühlingsbeginn.

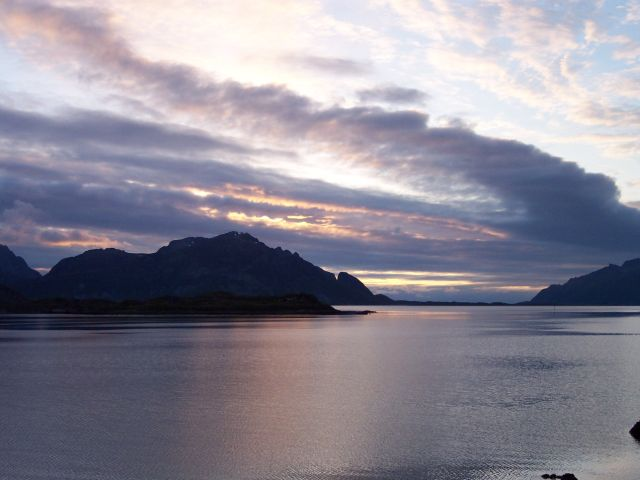
Mitternachtssonne

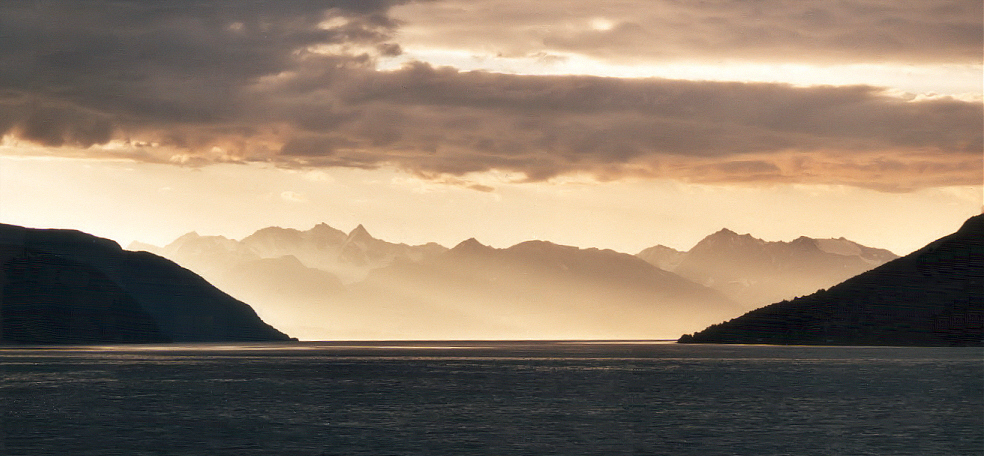
Polartag nahe Skibotn

## Begriffliche Einordnung
Der Begriff Mitternachtssonne lässt rasch den Irrtum aufkommen, die Sonne würde ihren tiefsten Stand immer um 24:00 Uhr erreichen. Dies ist aufgrund von verschiedenen Phänomenen an einem bestimmten Ort nur näherungsweise der Fall:
- Zum einen hängt die Zeit des Sonnentiefststandes vom Längengrad des Ortes ab, denn eine Zeitzone definiert als die dort geltende Zeit die mittlere Sonnenzeit eines bestimmten Längengrades; dies aber für einen ganzen Bereich an Längengraden (z. B. 15 Längengrade). Am Rand einer Zeitzone kann die mittlere Sonnenzeit um z. B. 30 Minuten von der der Zeitzone abweichen (diese Abweichung bleibt das Jahr über konstant).
- Zum anderen schwankt auch für einen gegebenen Ort die wahre Sonnenzeit im Laufe des Jahres um etwa plus/minus eine Viertelstunde (Phänomen der Zeitgleichung). Grund dafür ist u. a., dass die Erde wegen ihrer leicht elliptischen Bahn mit wechselnder Geschwindigkeit die Sonne umrundet.
- Außerdem verschiebt sich bei einer Sommerzeitregelung die wahre Mitternacht um eine weitere Stunde.

Am Nordkap erreicht die Mitternachtssonne ihren tiefsten Stand durchschnittlich um 23:17 Uhr MEZ bzw. 00:17 Uhr MESZ und ist hier vom 11. Mai bis zum 31. Juli zu beobachten, während man auf Spitzbergen die Mitternachtssonne vom 20. April bis 25. August beobachten kann.